# Curitiba Challenger 1985
Il Curitiba Challenger 1985 è stato un torneo di tennis facente parte della categoria ATP Challenger Series nell'ambito dell'ATP Challenger Series 1985. Il torneo si è giocato a Curitiba in Brasile dall'8 al 14 aprile 1985 su campi in terra rossa.

## Vincitori

### Singolare
Julio Goes ha battuto in finale  Gustavo Guerrero con il punteggio di 6–4, 6–0

### Doppio
Dácio Campos /  Luiz Mattar hanno battuto in finale  Álvaro Fillol /  Dominik Guido Utzinger con il punteggio di 7–6, 6–3